# Palmyre Levasseur
Pour les articles homonymes, voir Levasseur.
Palmyre Levasseur est une actrice française née Palmyre Augustine Thion, le 24 décembre 1888, à Cuvergnon (Oise), et morte à Paris 4e le 4 août 1963 .

## Filmographie
- 1931 : La Tragédie de la mine (Kameradschaft) de Georg-Wilhelm Pabst
- 1931 : La Vagabonde de Solange Bussi
- 1932 : Les Gaietés de l'escadron de Maurice Tourneur : la diseuse
- 1932 : Il faut rester garçon d'André Chotin - moyen métrage -
- 1933 : Quatorze juillet de René Clair
- 1935 : Baccara d'Yves Mirande : la concierge
- 1935 : A la manière de... de Paul Laborde - moyen métrage -
- 1936 : La Belle équipe de Julien Duvivier : une locataire
- 1936 : Femmes de Bernard-Roland
- 1936 : Ménilmontant de René Guissart : une commère
- 1937 : Nostalgie de Victor Tourjansky
- 1937 : Le Fraudeur de Léopold Simons : Mélanie
- 1937 : Le Coupable de Raymond Bernard : Rosalie
- 1937 : L'Innocent de Maurice Cammage
- 1937 : Le Mensonge de Nina Petrovna de Victor Tourjansky
- 1937 : L'Affaire du courrier de Lyon de Claude Autant-Lara et Maurice Lehmann : la femme Grossetête
- 1938 : Mirages ou Si tu m'aimes d'Alexandre Ryder
- 1938 : Le Dompteur de Pierre Colombier
- 1938 : Tricoche et Cacolet de Pierre Colombier : la bonne de Tricoche
- 1938 : Prince Bouboule de Jacques Houssin
- 1938 : La Maison du Maltais de Pierre Chenal
- 1938 : Place de la Concorde de Carl Lamac
- 1938 : Le Ruisseau de Maurice Lehmann et Claude Autant-Lara
- 1938 : Le héros de la Marne d'André Hugon : l'hôtelière
- 1939 : Dernière Jeunesse de Jeff Musso : la logeuse
- 1939 : Ma tante dictateur de René Pujol
- 1939 : Le Déserteur de Léonide Moguy
- 1939 : Les Otages de Raymond Bernard : Mme Rossignol
- 1940 : L'Émigrante de Léo Joannon : la religieuse
- 1940 : Les Musiciens du ciel de Georges Lacombe
- 1940 : L'Héritier des Mondésir d'Albert Valentin : la patronne du bistro
- 1940 : Fausse Alerte de Jacques de Baroncelli : la patronne du bistrot
- 1941 : Ne bougez plus de Pierre Caron : la cliente laide
- 1941 : Péchés de jeunesse de Maurice Tourneur : la cuisinière
- 1942 : Le Moussaillon de Jean Gourguet : la mère
- 1942 : Signé illisible de Christian Chamborant : la blanchisseuse
- 1943 : L'Honorable Catherine de Marcel l'Herbier : la femme de ménage
- 1943 : Les Ailes blanches de Robert Péguy
- 1943 : L'Escalier sans fin de Georges Lacombe : Madame Masson
- 1943 : Adrien de Fernandel : une concierge - (sous réserve)
- 1943 : Le Corbeau d'Henri-Georges Clouzot : une commère
- 1943 : Douce de Claude Autant-Lara : la patronne de l'hôtel
- 1945 : Les Clandestins d'André Chotin
- 1945 : Impasse de Pierre Dard
- 1945 : Leçon de conduite de Gilles Grangier
- 1945 : Marie la Misère de Jacques de Baroncelli
- 1945 : Patrie de Louis Daquin
- 1945 : Le Roi des resquilleurs de Jean Devaivre
- 1946 : Le Capitan de Robert Vernay : une femme du peuple - Film tourné en deux époques -
- 1946 : Un ami viendra ce soir de Raymond Bernard
- 1946 : L'Amour autour de la maison de Pierre de Hérain
- 1946 : La Colère des dieux de Carl Lamac
- 1946 : L'assassin n'est pas coupable de René Delacroix
- 1946 : Adieu chérie de Raymond Bernard
- 1946 : Martin Roumagnac de Georges Lacombe
- 1946 : Rouletabille de Christian Chamborant - Film tourné en deux épisodes -
- 1946 : Triple enquête de Claude Orval
- 1946 : Bâtir pour l'homme de Maurice Labro - moyen métrage -
- 1947 : Cargaison clandestine d'Alfred Rode
- 1947 : Quai des Orfèvres d'Henri-Georges Clouzot
- 1947 : La Grande Maguet de Roger Richebé : la cuisinière
- 1947 : Un flic de Maurice de Canonge : une commère
- 1948 : Après l'amour de Maurice Tourneur : la voisine
- 1948 : Par la fenêtre de Gilles Grangier : une cliente
- 1948 : Clochemerle de Pierre Chenal : Babette Manapoux
- 1948 : Émile l'Africain de Robert Vernay : l'habilleuse
- 1948 : Le Destin exécrable de Guillemette Babin de Guillaume Radot : Dame Pasquier
- 1948 : L'Armoire volante de Carlo Rim : une actrice
- 1948 : La Femme que j'ai assassinée, de Jacques Daniel-Norman
- 1948 : Sombre dimanche de Jacqueline Audry : la logeuse
- 1948 : Toute la famille était là de Jean de Marguenat : une mère
- 1949 : L'échafaud peut attendre d'Albert Valentin : la tenancière
- 1949 : Les Amants de Vérone d'André Cayatte : l'habilleuse
- 1949 : Fantômas contre Fantômas de Robert Vernay : la femme de ménage
- 1949 : Scandale aux Champs-Élysées de Roger Blanc : la concierge
- 1949 : Docteur Laennec de Maurice Cloche : Angélique
- 1949 : Bonheur en location de Jean Wall : la concierge
- 1949 : La Cage aux filles de Maurice Cloche : la surveillante en chef
- 1949 : L'Héroïque Monsieur Boniface de Maurice Labro : la logeuse
- 1949 : Occupe-toi d'Amélie de Claude Autant-Lara : la cuisinière
- 1949 : Ronde de nuit de François Campaux
- 1949 : L'Extra-lucide de Georges Jaffé - court métrage -
- 1949 : Ève et le Serpent de Charles-Félix Tavano
- 1950 : Premières armes de René Wheeler : la concierge
- 1950 : Le 84 prend des vacances de Léo Joannon
- 1950 : Tire au flanc de Fernand Rivers : la caissière
- 1950 : L'Inconnue de Montréal de Jean Devaivre : la concierge
- 1950 : Clara de Montargis d'Henri Decoin
- 1950 : Le Gang des tractions-arrière de Jean Loubignac
- 1950 : Minne, l'ingénue libertine de Jacqueline Audry : l'infirmière
- 1950 : Pigalle-Saint-Germain-des-Prés d'André Berthomieu
- 1951 : Le Roi des camelots d'André Berthomieu : la concierge
- 1951 : Atoll K de Léo Joannon : la femme de l'adjoint
- 1951 : Pas de vacances pour Monsieur le Maire de Maurice Labro : une créancière
- 1951 : La plus belle fille du monde de Christian Stengel
- 1951 : Une histoire d'amour de Guy Lefranc : la tireuse de cartes
- 1951 : Nez de cuir d'Yves Allégret - Maryvonne
- 1952 : Jamais deux sans trois d'André Berthomieu : la concierge
- 1952 : Agence matrimoniale de Jean-Paul Le Chanois
- 1952 : Les Détectives du dimanche de Claude Orval
- 1952 : La Forêt de l'adieu de Ralph Habib
- 1952 : Monsieur Taxi d'André Hunebelle
- 1952 : Drôle de noce de Léo Joannon : la concierge
- 1952 : Plaisirs de Paris de Ralph Baum : la patronne du café
- 1953 : Le Témoin de minuit de Dimitri Kirsanov
- 1953 et 1955 : Le Chemin de l'étoile (court métrage) de Jean Mousselle : l'hôtelière
- 1954 : Les Fruits sauvages d'Hervé Bromberger
- 1954 : Votre dévoué Blake de Jean Laviron : la concierge de Michèle
- 1955 : French Cancan de Jean Renoir : une blanchisseuse
- 1955 : Les Carnets du Major Thompson de Preston Sturges
- 1956 : Les Truands de Carlo Rim : une auditrice de l'Armée du Salut
- 1956 : Gervaise de René Clément
- 1956 : Papa, maman, ma femme et moi... de Jean-Paul Le Chanois : Mme Calomel
- 1956 : La Bande à papa de Guy Lefranc : une dame chez le crémier
- 1956 : Elena et les Hommes de Jean Renoir : la vendeuse de journaux
- 1956 : Mannequins de Paris d'André Hunebelle
- 1958 : Les Misérables de Jean-Paul Le Chanois : sœur Perpétue
- 1958 : La Vie à deux de Clément Duhour : Marie, la bonne des Caboufigue

## Théâtre
- 1940 : Ce coquin de soleil opérette de Raymond Vincy, mise en scène René Pujol, Théâtre des Célestins